# 聖靈島 (澳大利亞)

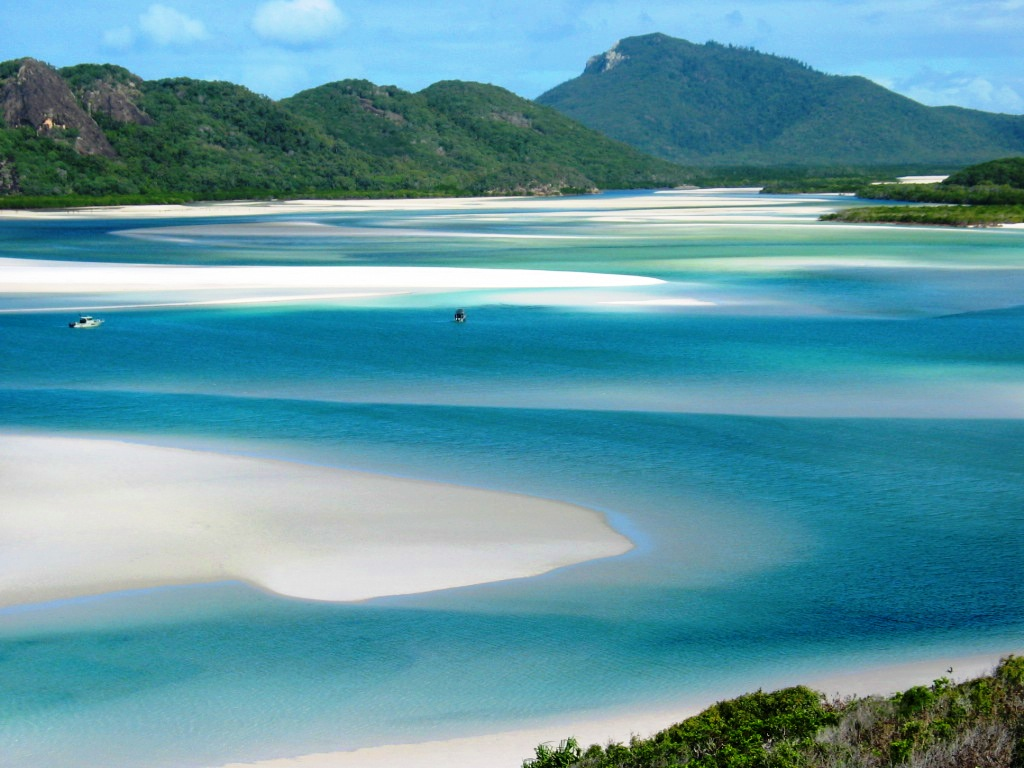

聖靈降臨島又譯聖靈島（英語：Whitsunday Island）是位於澳大利亞昆士蘭州聖靈群島中的一個島嶼，位於布里斯本以北大約900（560英里）處。聖靈島上的懷特港海灘在2010年7月被CNN.com選為世界上對環境最友好的海灘。